# Зло под солнцем

Об экранизации романа см. Зло под солнцем (фильм), а об одноимённой видеоигре — Agatha Christie: Evil Under the Sun
«Зло под солнцем» (англ. Evil Under the Sun) — классический детективный роман Агаты Кристи из серии произведений о бельгийском сыщике Эркюле Пуаро. Впервые опубликован в июне 1941 года издательством Collins Crime Club в Великобритании.

## Сюжет
Частный детектив, бельгиец Эркюль Пуаро, в очередной раз думающий, что ему спокойно дадут уйти на пенсию, отправляется в отпуск на небольшой курортный остров в заливе Лезеркомб. Там он останавливается в отеле «Веселый Роджер», переделанном из домика старого авантюриста. Отелем владеет сорокалетняя вдова миссис Кастл, считающая себя в высшей степени респектабельной особой. Она крайне щепетильно относится к репутации отеля и своей собственной. К уже находящимся в отеле, помимо Пуаро, двум многодетным семействам, богачу Хорасу Блатту, военному пенсионеру майору Барри, отставному священнику Стивену Лейну, американской супружеской паре Кэрри и Оделлу Гарднерам и даме атлетического сложения Эмили Брюстер присоединяются владелица дома моделей мисс Розамунда Дарнли, молодой и привлекательный Патрик Редферн и его нервная, зажатая и робкая жена Кристина, а также отставной капитан Кеннет Маршалл. Последнего сопровождают его дочь-подросток Линда и жена Арлена Маршалл, урожденная Хелен Старт, некогда популярная актриса Арлена Стюарт. 
Манерно-высокомерная Арлена Маршалл быстро вызывает к себе всеобщую антипатию: на виду у всех она флиртует с плейбоем Патриком Редферном, которому льстят ухаживания зрелой женщины. В результате этого у жены Патрика Кристины, чувствительной и нервозной натуры, из-за слабого здоровья лишённой возможности принимать участие в летних развлечениях, развивается невроз на фоне комплекса неполноценности и невозможности что-то изменить. До Кеннета Маршалла, солидного и чистосердечного, с трудом доходит факт очевидной (и, судя по всему, очередной и не последней) неверности его супруги. Но и после того, как он убедился в том, что ему в очередной раз прилюдно наставили рога, он придерживается принципа «пока смерть нас не разлучит», несмотря на постоянные придирки новой мачехи Арлены к его дочери Линде. Розамунда Дарнли, подруга детства капитана Маршалла, принимает сторону Кеннета и его дочери, которых она искренне любит. 
На следующий день Арлену Маршалл находят задушенной в уединённой бухте. У каждого из присутствующих имеется мотив для совершения преступления и одновременно железное алиби. И всё же Эркюлю Пуаро с его замечательным криминалистическим чутьём удаётся найти и разоблачить преступников.

## Персонажи
- Эркюль Пуаро, известный бельгийский детектив, давно пенсионного возраста
- Полковник Уэстон, начальник местной полиции
- Инспектор Колгейт, следователь
- Сержант Филлипс, полицейский
- Доктор Низдон, судмедэксперт
- Капитан Кеннет Маршалл, достаточно состоятельный человек
- Арлена Стюарт-Маршалл, бывшая актриса, жена Кеннета
- Линда Маршалл, 16-летняя дочь Кеннета, падчерица Арлены
- Патрик Редферн, журналист, интересный молодой человек, увлечен Арленой
- Кристина Редферн, жена Патрика, школьная учительница
- Розамунда Дарнли, владелица дома моделей, подруга детства капитана Маршалла
- Эмили Брюстер, незамужняя дама спортивного сложения, увлекается греблей
- Миссис Кэрри Гарднер, болтливая американская туристка
- Оделл Гарднер, муж миссис Гарднер, чьи реплики часто ограничиваются коротким "да, дорогая" в адрес жены
- Хорас Блатт, яхтсмен, богатый, но крайне назойливый человек
- Преподобный Стивен Лейн, досрочно вышел на пенсию по состоянию здоровья
- Майор Барри, отставной офицер, бесконечно говорит об Индии
- Мисс Глэдис Нарракотт, горничная в отеле "Весёлый Роджер"
- Миссис Кастл, собственница отеля "Весёлый Роджер"

## Интересные факты
- Действие романа разворачивается в довоенное время на юго-западе Англии в отеле «Весёлый Роджер», расположенном на небольшом курортном острове в заливе Лезеркомб, соединённом с материком лишь 1,5-километровой дамбой, уходящей под воду во время прилива.

- Сам Эркюль Пуаро приезжает на остров для того, чтобы отдохнуть, и является обычным постояльцем, благодаря чему становится не только свидетелем, но и участником многих событий, предшествовавших убийству. Как и в большинстве других произведений А. Кристи, убийство сопровождается целым рядом других преступлений и проступков главных героев, что сильно запутывает следствие.

## Экранизации
- В 1982 году вышел одноимённый фильм, в котором роль Пуаро сыграл Питер Устинов. Действие перенесено на Адриатическое море, биографии некоторых персонажей сильно изменены.
- В 2001 году роман лёг в основу одного из эпизодов британского сериала «Пуаро Агаты Кристи»[2]. Достаточно близкая к тексту экранизация, хотя ряд деталей изменён: у Арлены Стюарт-Маршалл не падчерица, а пасынок, в расследовании участвуют капитан Гастингс, старший инспектор Джепп и мисс Лемон которых нет в романе Кристи.